# Minokamo
Minokamo (Japans: 美濃加茂市, Minokamo-shi) is een stad in de prefectuur Gifu op het eiland Honshu in Japan. De stad heeft een oppervlakte van 74,81 km² en eind 2008 bijna 55.000 inwoners. De rivier Kiso loopt van zuidoost naar zuidwest door de stad.
Minokamo heeft van alle steden in Japan het grootste bevolkingspercentage Brazilianen. Deze bevolkingsgroep heeft eigen scholen, sportteams en winkels. Hoewel een lichte Latijns-Amerikaanse invloed zichtbaar is, onderscheidt Minokamo zich niet van andere Japanse steden doordat de bevolkingsgroepen zich nauwelijks mengen en zelfs grote feesten als carnaval slechts een beperkte zichtbaarheid hebben.

## Geschiedenis
Op 1 april 1954 werd Minokamo een stad (shi) na samenvoeging van twee gemeentes en zeven dorpen.

## Economie
In Minokamo is de industrie gericht op elektrische en mechanische machinebouw en metaalindustrie.
Het stadsdeel Ota is een regionaal handelscentrum.
De landbouw in Minokamo heeft als specialiteiten peer en kaki.

## Verkeer
Minokamo ligt aan de Takayama-hoofdlijn en de Taita-lijn van de Central Japan Railway Company en aan de Etsuminan-lijn van de Nagaragawa Spoorwegmaatschappij.
Minokamo ligt aan de Tokai Ring-autosnelweg en aan de autowegen 21, 41, 248 en 418.

## Bezienswaardigheden
- Cultureel erfgoed: enkele historische huizen ter hoogte van de 52e halteplaats langs de nakasendo (de centrale weg naar Edo).
- Nakasendo festival in de zomer
- Genji vuurvliegjes, vertonen zich in juni langs de beken Kawaura en Tsuzuya in het noordelijke stadsdeel Miwa.
- De boeddhistische heiligdommen Ryoanji, Zuirinjien Shogenji.

## Geboren in Minokamo
- Tsubouchi Shoyo, (坪内 逍遥, Tsubouchi Shōyō), schrijver
- Tsukasa Masuyama (益山 司, Masuyama Tsukasa), voetballer

## Stedenband
Minokamo heeft een stedenband met
- Dubbo, New South Wales, Australië, sinds 2 juni 1989.

## Aangrenzende steden
- Kani
- Seki